# Shopping King Louie
Shopping King Louie (hangul: 쇼핑왕 루이; rr: Shoping-wang Ru-i) é uma série de televisão sul-coreana exibida pela MBC TV de 21 de setembro a 10 de novembro de 2016. Estrelada por Seo In-guk, Nam Ji-hyun, Yoon Sang-hyun e Im Se-mi.

## Enredo
Uma comédia romântica sobre Louis (Seo In-guk), um rico herdeiro que sempre gasta dinheiro para comprar tudo o que tem uma beleza sutil conversando com sua alma. Um dia ele perde a memória e encontra Bok-shil (Nam Ji-hyun), uma mulher pura e enérgica do campo. Ela é no primeiro surpreendido por seus hábitos de gastos. No processo de ensiná-lo a comprar apenas necessidades básicas ou pequenas bondades baratas que iluminam o dia, ela também descobre que as necessidades básicas não são iguais para todos, pois dependem de todos os valores próprios que moldam sua vida e, portanto, seus padrões de compras. Ambos têm inocência inata que os levam a cuidar uns dos outros, levando a um amor inegável.

## Elenco

### Elenco principal
- Seo In-guk como Louis / Kang Ji-sung
- Nam Ji-hyun como Go Bok-sil
- Yoon Sang-hyun como Cha Joong-won
- Im Se-mi como Baek Ma-ri

### Elenco de apoio
- Kim Young-ok como Choi Il-soon
- Kim Sun-young como Heo Jung-ran
- Um Hyo-sup como Kim Ho-joon
- Ryoo Ui-hyun como Go Bok-nam (Go Bok
- Kang Ji-sub como Nam Joon-hyuk
- Nam Myung-ryul como Cha Soo-il
- Kim Bo-yeon como Shin Young-ae
- Kim Kyu-chul como Baek Sun-goo
- Yoon Yoo-sun como Hong Jae-sook
- Kim Byung-chul como Lee Kyung-kook
- Cha Chung-hwa como Kwon Mi-young
- Lee Jae-kyoon como Byun Do-jin
- Oh Dae-hwan como Jo In-sung
- Hwang Young-hee como Hwang Geum-ja

## Exibição
Foi exibida pelo canal TNT Novelas entre 20 de janeiro a 07 de fevereiro de 2025.

## Trilha sonora
1. Navigation – Kim So-hee
2. The Way – Umji (GFriend)
3. The Time – Juniel
4. Hello – SunBee
5. Love Is – Joo Yoon-ha
6. Falling Slowly (스르르) – Gyepy
7. The Tiger Moth (부나비) – Monsta X
8. The Tiger Moth (Acoustic Version) – Kihyun (Monsta X)
9. Fine – Jang Jae-in e Jo Hyung-woo

## Classificações
Na tabela abaixo, os números azuis representam as mais baixas classificações e os números vermelhos representam as classificações mais elevadas.
| Episódio | Título                                | Data de transmissão original | Audiência média    | Audiência média              | Audiência média | Audiência média              |
| Episódio | Título                                | Data de transmissão original | Classificação TNmS | Classificação TNmS           | AGB Nielsen     | AGB Nielsen                  |
| Episódio | Título                                | Data de transmissão original | Em todo o país     | Região Metropolitana de Seul | Em todo o país  | Região Metropolitana de Seul |
| -------- | ------------------------------------- | ---------------------------- | ------------------ | ---------------------------- | --------------- | ---------------------------- |
| 1        | Pick Me                               | 21 de setembro de 2016       | 5.4% (NR)          | 7.0% (NR)                    | 5.6% (NR)       | 6.5% (NR)                    |
| 2        | A Whole New World                     | 22 de setembro de 2016       | 6.3% (NR)          | 5.9% (NR)                    | 6.2% (NR)       | 7.0% (19th)                  |
| 3        | She                                   | 28 de setembro de 2016       | 7.4% (20th)        | 7.7% (17th)                  | 7.0% (NR)       | 7.3% (17th)                  |
| 4        | Memory                                | 29 de setembro de 2016       | 8.5% (17th)        | 8.5% (15th)                  | 7.8% (17th)     | 8.4% (13th)                  |
| 5        | Starry, Starry Night                  | 6 de outubro de 2016         | 8.2% (18th)        | 8.1% (16th)                  | 8.4% (15th)     | 9.1% (9th)                   |
| 6        | I Was Born To Love You                | 12 de outubro de 2016        | 9.9%(12th)         | 11.4% (6th)                  | 8.8%(12th)      | 9.3%(10th)                   |
| 7        | Perhaps Love                          | 13 de outubro 2016           | 10.1% (13th)       | 10.8% (10th)                 | 10.0% (9th)     | 10.4% (8th)                  |
| 8        | Be My Baby                            | 19 de outubro de 2016        | 10.4% (10th)       | 11.4% (5th)                  | 9.7% (9th)      | 10.0% (8th)                  |
| 9        | Can't Smile Without You               | 20 de outubro de 2016        | 11.5% (6th)        | 13.1% (4th)                  | 10.7% (8th)     | 11.3% (6th)                  |
| 10       | The Moonlight That Shines On My Heart | 26 de outubro de 2016        | 10.9% (6th)        | 11.9% (4th)                  | 10.2% (6th)     | 10.4% (7th)                  |
| 11       | You In My Dreams                      | 27 de outubro de 2016        | 11.1% (6th)        | 11.2% (7th)                  | 10.5% (6th)     | 10.9% (6th)                  |
| 12       | A Dream Becomes Reality               | 2 de novembro de 2016        | 11.4% (5th)        | 11.4% (3rd)                  | 11.0% (4th)     | 11.4% (3rd)                  |
| 13       | This Is The Moment                    | 3 de novembro de 2016        | 11.4% (7th)        | 12.8% (6th)                  | 10.0% (9th)     | 10.6% (8th)                  |
| 14       | The Winner Takes It All               | 9 de novembro de 2016        | 8.8% (14th)        | 9.4% (7th)                   | 10.4% (6th)     | 11.1% (5th)                  |
| 15       | My Glorious Life                      | 10 de novembro de 2016       | 10.9% (7th)        | 11.7% (6th)                  | 9.7% (9th)      | 10.3% (7th)                  |
| 16       | When You Wish Upon A Star             | 10 de novembro de 2016       | 9.2% (16th)        | 9.3% (10th)                  | 8.9% (14th)     | 9.7% (10th)                  |
| Média    | Média                                 | Média                        | 9.4%               | 10.1%                        | 9.0%            | 9.6%                         |

Note: O quinto episódio não foi exibido na quarta-feira, 5 de outubro, devido à transmissão ao vivo do DMC Festival na MBC, o episódio foi ao ar na quinta-feira, 6 de outubro.

## Prêmios e indicações
| Ano  | Prêmio             | Categoria                                          | Beneficiário             | Resultado |
| ---- | ------------------ | -------------------------------------------------- | ------------------------ | --------- |
| 2016 | Asia Artist Awards | Melhor atriz                                       | Nam Ji-hyun              | Venceu    |
| 2016 | MBC Drama Awards   | Drama do ano                                       | Shopaholic Louis         | Indicado  |
| 2016 | MBC Drama Awards   | Grande Prêmio (Daesang)                            | Seo In-guk               | Indicado  |
| 2016 | MBC Drama Awards   | Prêmio excelência, ator em uma minissérie          | Seo In-guk               | Venceu    |
| 2016 | MBC Drama Awards   | Prêmio excelência, ator em uma minissérie          | Yoon Sang-hyun           | Indicado  |
| 2016 | MBC Drama Awards   | Prêmio excelência, atriz em uma minissérie         | Nam Ji-hyun              | Indicado  |
| 2016 | MBC Drama Awards   | Melhor nova atriz                                  | Nam Ji-hyun              | Venceu    |
| 2016 | MBC Drama Awards   | Prêmio de atuação de ouro, ator em uma minissérie  | Kim Kyu-chul             | Indicado  |
| 2016 | MBC Drama Awards   | Prêmio de atuação de ouro, ator em uma minissérie  | Um Hyo-sup               | Indicado  |
| 2016 | MBC Drama Awards   | Prêmio de atuação de ouro, atriz em uma minissérie | Im Se-mi                 | Venceu    |
| 2016 | MBC Drama Awards   | Prêmio de atuação de ouro, atriz em uma minissérie | Kim Sun-young            | Indicado  |
| 2016 | MBC Drama Awards   | Melhor prêmio de casal                             | Seo In-guk e Nam Ji-hyun | Indicado  |